# 1650

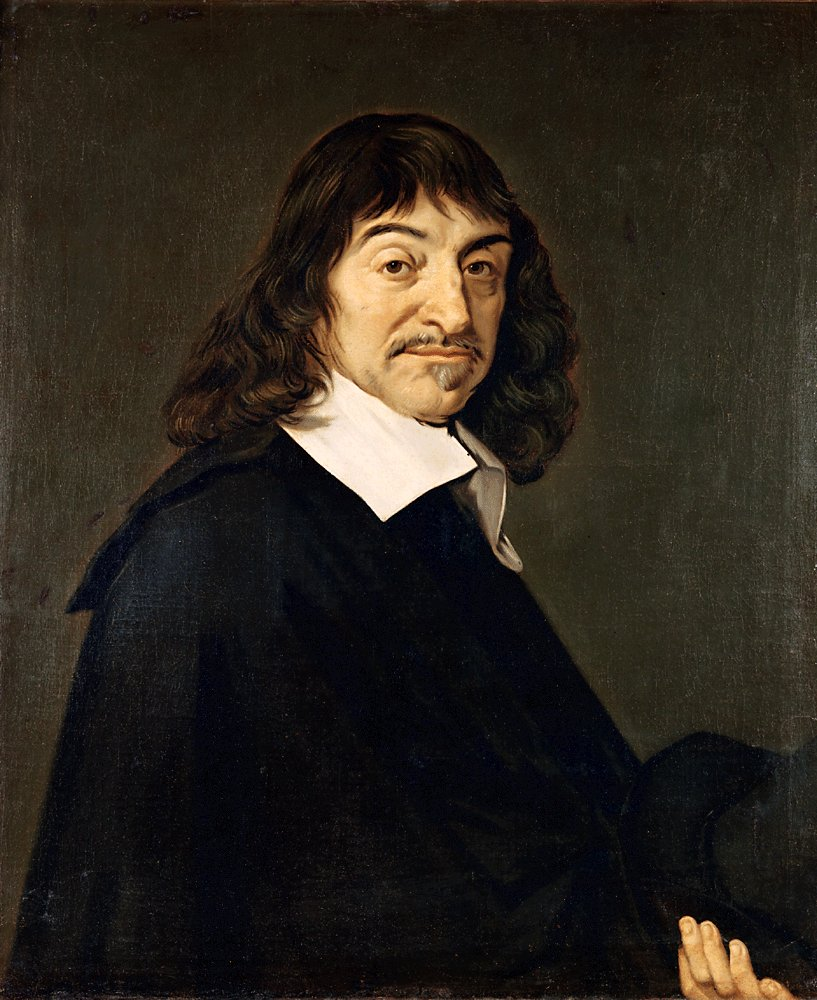
René Descartes

Het jaar 1650 is het 50e jaar in de 17e eeuw volgens de christelijke jaartelling.

## Gebeurtenissen
Mei
- Mei - De Staten van Holland besluiten met 11 tegen 8 stemmen tot afdanking van troepen, zeer tegen de zin van stadhouder Willem II. De Staten-Generaal noemen de resolutie van Holland illegaal, waardoor in de Republiek een politieke crisis ontstaat. De Staten-Generaal stellen, dat de defensie een taak is van de Unie, en niet van de aangesloten gewesten.

Juli
- 2 - In Sienna (Toscane) wordt de eerste moderne palio verreden.
- 29 - Mislukte aanslag op Amsterdam door de Friese stadhouder Willem Frederik van Nassau. Twee van de drie compagnieën raken 's nachts en in de regen de weg kwijt bij Hilversum. De bode uit Hamburg waarschuwt de burgemeester van Amsterdam. De poorten worden gesloten en de stadsmuren met soldaten bezet.
- 30 - Stadhouder Willem II laat zes vooraanstaande leden van de Staten van Holland arresteren; de afgevaardigden van Haarlem, Delft, Hoorn, Medemblik en Dordrecht, in de persoon van Jacob de Witt worden onder strenge bewaking afgevoerd naar slot Loevestein, sommige vergezeld van hun knecht of zoon.

Augustus
- 3 - Zeventig compagnieën onder bevel van Willem Frederik van Nassau-Dietz liggen voor Abcoude. Burgemeester Cornelis Bicker neemt de leiding in de stad Amsterdam.
- 17-22 augustus - De Loevesteiners worden een voor een vrijgelaten.

September
- 3 - Een Schots presbyteriaans leger wordt bij Dunbar verslagen door troepen van Cromwell.
- 27 - De submariene vulkaan Kolumbo, bij de Santorini barst uit met een kracht van VEI 6.

oktober
- 8 - Keizer Ferdinand III verheft graaf Johan Lodewijk van Nassau-Hadamar in de rijksvorstenstand.

November
- 6 - Stadhouder Willem II van Oranje sterft op 24-jarige leeftijd aan de pokken.
- 14 - De prinses-weduwe bevalt van een zoon, de latere koning-stadhouder Willem III.
- 22 - In Amsterdam worden de ontslagen broers Cornelis en Andries Bicker in hun ambten hersteld.

December
- 21 - De zoon van de ontslagen gecommitteerde Jacob de Witt, Johan de Witt, wordt benoemd tot pensionaris van Dordrecht.

Zonder datum
- Groningen en Drenthe besluiten na de plotselinge dood van Willem II, de Friese stadhouder Willem Frederik van Nassau ook tot hun stadhouder te benoemen. Zijn pogingen ook door de andere gewesten aanvaard te worden als regent voor Willem III lopen echter op niets uit. Alleen in Overijssel wordt hij door twee derde van het gewest als zodanig erkend. Daarmee begint voor de rest van de Republiek het Eerste Stadhouderloze Tijdperk.
- Blaise Pascal bestudeert de hydrodynamica en draagt bij tot de ontwikkeling van de differentiaalrekening.

## Beeldende kunst

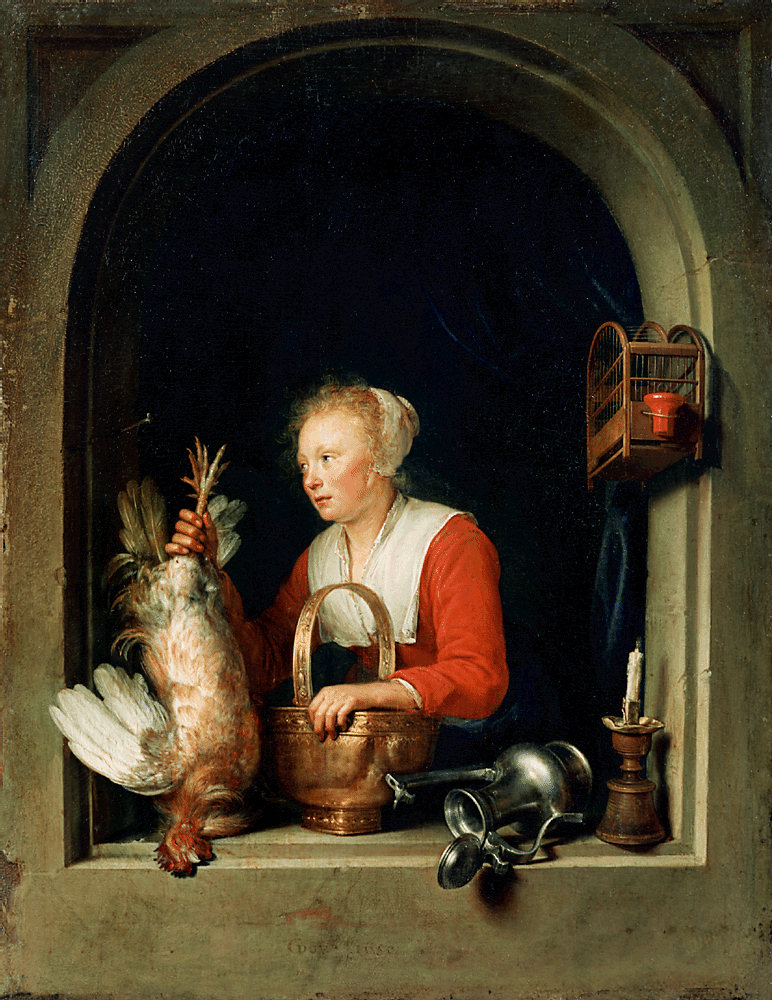
De Hollandse huisvrouw 1650 Gerrit Dou, Louvre

## Bouwkunst

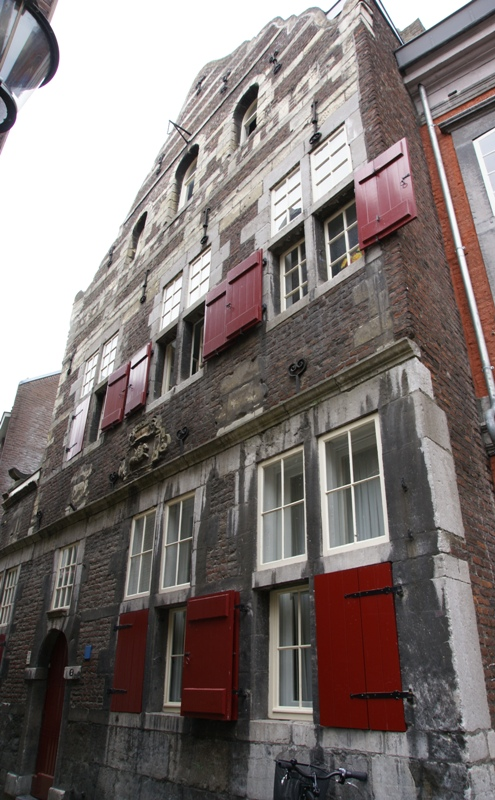
Woonhuis, Maastricht (1650)

## Geboren
april
- Guillaume Minoret, Frans componist en sous-maître van de Chapelle royale (overleden 1720)

mei
- 22 - Richard Brakenburg, Nederlands kunstschilder (overleden 1702)
- 26 - John Churchill, 1e hertog van Marlborough, Engels veldheer (overleden 1722)

september
- 23 - Jeremy Collier, Engels geestelijke en toneelcriticus (overleden 1726)

november
- 14 - Stadhouder Willem III van de Republiek der Zeven Verenigde Nederlanden en koning van Engeland (overleden 1702)
- 28 - Jan Palfijn, Vlaams verloskundige (overleden 1730)

## Overleden
februari
- 11 - René Descartes (53), Frans wiskundige en filosoof

juni
- 30 - Niccolò Cabeo (64), Italiaans jezuïet en natuurfilosoof

augustus
- 29 begraven - Jan Baptist Verrijt (~50), Nederlands organist en componist

november
- 6 - Prins stadhouder Willem II (24). Bezwijkt aan de pokken. Enige zoon van Frederik Hendrik en Amalia van Solms. Was graaf van Nassau en stadhouder van Groningen, Overijssel, Gelderland, Holland, Zeeland en Utrecht.
- 24 - Manuel Cardoso (84), Portugees componist